# Aziatische kampioenschappen judo
De Aziatische kampioenschappen judo vormen een judo toernooi voor deelnemers uit Azië, georganiseerd door de Aziatische Judobond.
Het kampioenschap voor mannen werd voor het eerst gehouden in 1966 en vond ongeveer elke vier jaar plaats, tot 1991, toen het een jaarlijks kampioenschap werd (met uitzondering van de jaren waarin tevens de Aziatische Spelen gehouden worden). Het kampioenschap voor vrouwen werd voor het eerst gehouden in 1981 en vindt sindsdien tegelijk plaats met het kampioenschap voor mannen, met uitzondering van 1984/5.

## Lijst van toernooien
| Jaar | Datum                    | Competitie | Competitie | Gaststad en land         | Locatie                             | Resultaat |
| Jaar | Datum                    | ♂          | ♀          | Gaststad en land         | Locatie                             | Resultaat |
| ---- | ------------------------ | ---------- | ---------- | ------------------------ | ----------------------------------- | --------- |
| 1966 | mei                      | ●          | -          | Manilla, Filipijnen      |                                     | Details   |
| 1970 | mei                      | ●          | -          | Kaohsiung, Taiwan        |                                     | Details   |
| 1974 | november                 | ●          | -          | Seoel, Zuid-Korea        |                                     | Details   |
| 1981 | 15 tot 18 juli           | ●          | ●          | Jakarta, Indonesië       |                                     | Details   |
| 1984 | 1 tot 4 april            | ●          | -          | Koeweit, Koeweit         |                                     | Details   |
| 1985 | 23 en 24 maart           | -          | ●          | Tokio, Japan             | Kodokan                             | Details   |
| 1988 | 19 tot 22 juli           | ●          | ●          | Damascus, Syrië          |                                     | Details   |
| 1991 | 9 en 10 november         | ●          | ●          | Osaka, Japan             | Osaka Prefecturaal Gymnasium        | Details   |
| 1993 | 13 en 14 november        | ●          | ●          | Macau, Macau             | Forum stadium                       | Details   |
| 1995 | 20 tot 22 november       | ●          | ●          | New Delhi, India         | Indira Gandhi Arena                 | Details   |
| 1996 | 9 en 10 november         | ●          | ●          | Ho Chi Minhstad, Vietnam | Phan Dinh Phung Stadium             | Details   |
| 1997 | 22 en 23 november        | ●          | ●          | Manilla, Filipijnen      | Ninoy Aquino Stadium                | Details   |
| 1999 | 25 en 26 juni            | ●          | ●          | Wenzhou, China           |                                     | Details   |
| 2000 | 26 tot 28 mei            | ●          | ●          | Osaka, Japan             | Osaka Municipaal Centraal Gymnasium | Details   |
| 2001 | 14 en 15 april           | ●          | ●          | Ulaanbaatar, Mongolië    | Nationale Worstel Hal               | Details   |
| 2003 | 31 oktober en 1 november | ●          | ●          | Jeju, Zuid-Korea         | Halla Gymnasium                     | Details   |
| 2004 | 15 en 16 mei             | ●          | ●          | Almaty, Kazachstan       | Baluan Sholak Sport Paleis          | Details   |
| 2005 | 14 en 15 mei             | ●          | ●          | Tasjkent, Oezbekistan    | Yunusobod Sport Hal                 | Details   |
| 2007 | 17 en 18 mei             | ●          | ●          | Koeweit, Koeweit         | Qadsia Sports Hall                  | Details   |
| 2008 | 26 en 27 april           | ●          | ●          | Jeju, Zuid-Korea         | Halla Gymnasium                     | Details   |
| 2009 | 23 en 24 mei             | ●          | ●          | Taipei, Chinees Taipei   | Taipei Arena                        | Details   |
| 2011 | 5 tot 7 april            | ●          | ●          | Abu Dhabi, VAE           | UAE WJJ Federatie Hal               | Details   |
| 2012 | 27 tot 29 april          | ●          | ●          | Tasjkent, Oezbekistan    | Uzbekistan Sport Hall               | Details   |
| 2013 | 19 tot 21 april          | ●          | ●          | Bangkok, Thailand        | Bangkok Youth Centre                | Details   |
| 2015 | 13 tot 15 mei            | ●          | ●          | Koeweit, Koeweit         | Al-Qadsia Indoor Stadium            | Details   |
| 2016 | 14 tot 16 april          | ●          | ●          | Tasjkent, Oezbekistan    | Uzbekistan Sport Hall               | Details   |
| 2017 | 26 tot 28 mei            | ●          | ●          | Hongkong, China (SAR)    | Hong Kong Velodrome                 | Details   |